# زبان فنیقی
فنیقی زبانی بود که ابتدا در ناحیهٔ ساحلی (که در فنیقی، عربی و آرامی کنعان، در یونانی و لاتین فنیقیه و در زبان مصری، پوت نامیده می‌شد) با آن سخن گفته می‌شد. این زبان بخشی از زیرگروه کنعانی زبان‌های سامی شمال غربی است که سایر اعضای آن، عبری، آمونی، موآبی و ادومی هستند.
مردم مناطقی که اکنون لبنان، ساحل سوریه، ساحل شمالی اسرائیل و بخش‌هایی از قبرس شناخته می‌شوند، به زبان فنیقی سخن می‌گفتند و نیز دست‌کم زبانی معتبر در بخش‌هایی از آناتولی بود. همچنین زبان مورد استفاده در مستعمرات فنیقی در امتداد ساحل جنوب غربی دریای مدیترانه از جمله بخش‌هایی از تونس، مراکش، لیبی و الجزایر کنونی و بخش‌های شمالی آن از جمله مالت، غرب سیسیل، ساردینیا، کرس، جزایر بالئاری و جنوب اسپانیا بود.
زبان فنیقی به همراه زبان کارتاژی از روی ۱۰ هزار کتیبهٔ بازمانده شناخته شد و با متن‌های به جا مانده از کتاب‌های نوشته شده به زبان‌های دیگر کامل شد. افزون بر کتیبه‌های پرشمار، این باور وجود دارد که فنیقی در سایر انواع منابع مکتوب نیز موجود بوده که اکنون از میان رفته‌اند.
نویسندگان رومی از جمله سالوست به برخی از کتاب‌های نوشته شده به زبان کارتاژی اشاره کرده‌اند، ولی به استثنای برخی ترجمه‌ها (مانند رسالهٔ ماگو) یا قطعات (مانند نمایش‌نامه‌های پلوتس) چیزی از آن‌ها باقی نمانده‌است. پایهٔ ستون ملقارت یک کتیبهٔ دو زبانهٔ یونانی باستان و کارتاژی است که در ۱۶۹۴ در مالت کشف شد و به ژان-ژاک بارتلمی محقق فرانسوی امکان داد در سال ۱۷۵۸ الفبای آن را کشف و بازسازی کند. تا سال ۱۸۳۷ تنها ۷۰ کتیبهٔ فنیقی برای محققان شناخته‌شده بودند.
پس از آن که توافق‌نامهٔ تجاری میان تمدن اتروسک و گروهی از فنیقیان در حدود ۵۰۰ پیش از میلاد، در ۱۹۶۴ کشف شد، اطلاعات بیشتری از تمدن اتروسک از طریق مقایسه با زبان فنیقی که قابل‌فهم‌تر بود، به دست آمد.

## تاریخچه

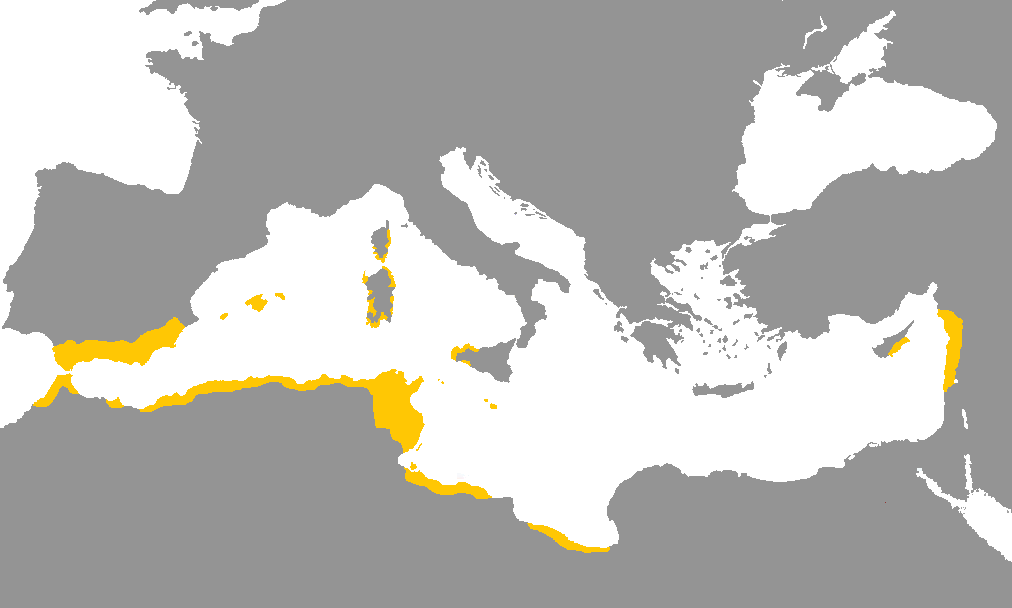
توزیع زبان فنیقی به رنگ زرد نمایش یافته است.

فنیقیان نخستین جامعهٔ دارای خط سامی بودند که توانستند حکومت تشکیل دهند. الفبای فنیقی کهن‌ترین الفبای همخوان تأییدشده یا ابجد است. مرسوم است که این خط تا میانهٔ سدهٔ یازدهم پیش از میلاد که نخستین بار روی پیکان‌های برنزی مشاهده شد، با نام نیاکنعانی خوانده شود. این باور وجود دارد که الفبای آوایی فنیقی دست‌کم تاحدودی جد تقریباً همهٔ الفباهای کنونی است.

مهم‌ترین مسیرهای تجاری و شهرهای فنیقیان در حوضهٔ مدیترانه

از نگاه زبان‌شناسی سنتی، فنیقی گونه‌ای از زبان‌های کنعانی بود. هرچند به دلیل اختلافات زبانی ناچیز و عدم وجود اطلاعات کافی در زمان کنونی، مشخص نیست که فنیقی یک گویش مجزا و یکپارچه است یا صرفاً بخشی از یک محیط زبانی بزرگتر است. فنیقیان کاربرد این خط را با تجارت دریایی خود تا شمال آفریقا و اروپا گسترش دادند. در اروپا خط فنیقی توسط یونانیان اقتباس شد. اتروسک‌ها نیز نسخهٔ دیگری از آن را برای استفادهٔ خود اقتباس کردند که توسط رومیان تغییر یافت و به الفبای لاتین تبدیل شد.
استعمار کارتاژی زبان فنیقی را تا غرب مدیترانه گسترش داد و زبان کارتاژی در آن منطقه توسعه یافت. کارتاژی نیز از میان رفت، البته به نظر می‌رسد مدت بیشتری نسبت به فنیقی شاید تا سدهٔ پنجم میلادی، زنده مانده باشد.

## خط
زبان فنیقی با خط فنیقی نوشته می‌شد. این خط همخوان از الفبای نیاکنعانی نشئت گرفته بود که پایهٔ الفبای یونانی و الفبای لاتین نیز شد. شکل کارتاژی آن به تدریج حرف‌هایی متفاوت و شکسته‌تر را توسعه داد. هم‌چنین در سدهٔ سوم پیش از میلاد، تمایل خود به نمایش مصوت‌ها به‌ویژه مصوت‌های پایانی را با یک الف یا گاهی عین نشان داد. افزون بر این، در دوران دومین جنگ کارتاژ، شکلی شکسته‌تر توسعه یافت و گونه‌ای که نوکارتاژی نامیده می‌شود را رواج داد. این گونه در کنار شکل سنتی‌تر موجود بود و مدتی پس از جنگ سوم کارتاژ، به خط غالب تبدیل شد. نوکارتاژی در مقایسه با روش پیشین، تمایل بیشتری به تعیین مصوت‌ها با حروف صامت داشت و به صورت ساختار یافته، استفاده از حروف متفاوت برای مصوت‌های متفاوت را آغاز کرد. در نهایت، شماری از کتیبه‌های متأخر به دست آمده در قسطنطنیهٔ الجزایر که به سدهٔ نخست پیش از میلاد باز می‌گردند، از الفبای یونانی برای نگارش کارتاژی استفاده کرده‌اند و بسیاری از کتیبه‌های کشف شده در تریپولیتانیا در سده‌های سوم و چهارم دوران مشترک از الفبای لاتین بهره برده‌اند.
در نگارش فنیقی برخلاف سایر الفباهای سامی از جمله آرامی، عبری و عربی، مصوت‌های بلند نیز عموماً نوشته نمی‌شدند. در نهایت، نویسندگان کارتاژی روشی را برای نمایش مصوت‌ها با استفاده از حروف مصوت اجرا کردند. نخست در سدهٔ سوم پیش از میلاد، به‌کارگیری الف  پایانی برای نمایش هر مصوت انتهایی و گاهی به‌کارگیری ی  برای نمایش کسرهٔ بلند عملی شد.
مدتی پس از تخریب کارتاژ، در کتیبه‌های نوکارتاژی این خط توسعه یافت. از و  برای نمایش ضمهٔ بلند، ی  برای کسرهٔ بلند، ا  برای کسره و ضمهٔ کوتاه و ع ، ح  و ه  برای فتحه استفاده می‌شد.